# 홍콩 풋살 리그
홍콩 풋살 리그(중국어 정체자: 香港五人足球聯賽)는 홍콩의 풋살 리그이다.